# فرندشیپ (حوزه سرشماری)، نیویورک
فرندشیپ (به انگلیسی: Friendship) یک منطقهٔ مسکونی در ایالات متحده آمریکا است که در شهرستان الیگنی، نیویورک واقع شده‌است. فرندشیپ ۷٫۴۸ کیلومتر مربع مساحت و ۱٬۲۱۸ نفر جمعیت دارد و ۴۵۹ متر بالاتر از سطح دریا واقع شده‌است.